# Filippa (æblesort)
 For alternative betydninger, se Filippa. (Se også artikler, som begynder med Filippa)
Filippa er navnet på et dansk spiseæble. Æblet stammer fra et æbletræ, der blev udviklet af  skolepigen Filippa .
Æblet stammer fra Hundstrup på Sydfyn ved frøudsed 1877 foretaget af Karitha Filippa Nielsine Margrete Johansen.
I 1888 tildelt Det kgl. danske Haveselskabs certifikat af 1. klasse. Det stammer fra 1880.
Andre siger 1850, og 1881.
Filippaæblerne sidder helt ude i spidsen af grenene. Da de er lange og tynde (altså grenene) blæser æblerne let af i en efterårsstorm.